# Cabanatuan

Cabanatuan Citys läge i provinsen Nueva Ecija.

Cabanatuan City är en stad i Filippinerna som är belägen i provinsen Nueva Ecija i regionen Centrala Luzon. Den hade 259 267 invånare vid folkräkningen 2007. Staden är indelad i 89 smådistrikt, barangayer, varav 82 är klassificerade som urbana.